# Kouambo
Kouambo (ou Kuambo, Nkwambo, Nkouambo) est un village du Cameroun situé dans la région du Sud et le département de l'Océan, sur la route qui relie Kribi à Bipindi et Lolodorf. Il fait partie de la commune de Bipindi.

## Population
En 1966, la population était de 344 habitants, principalement des Ngoumba. Lors du recensement de 2005, on y dénombrait 523 personnes.